# Olivia Eliasson

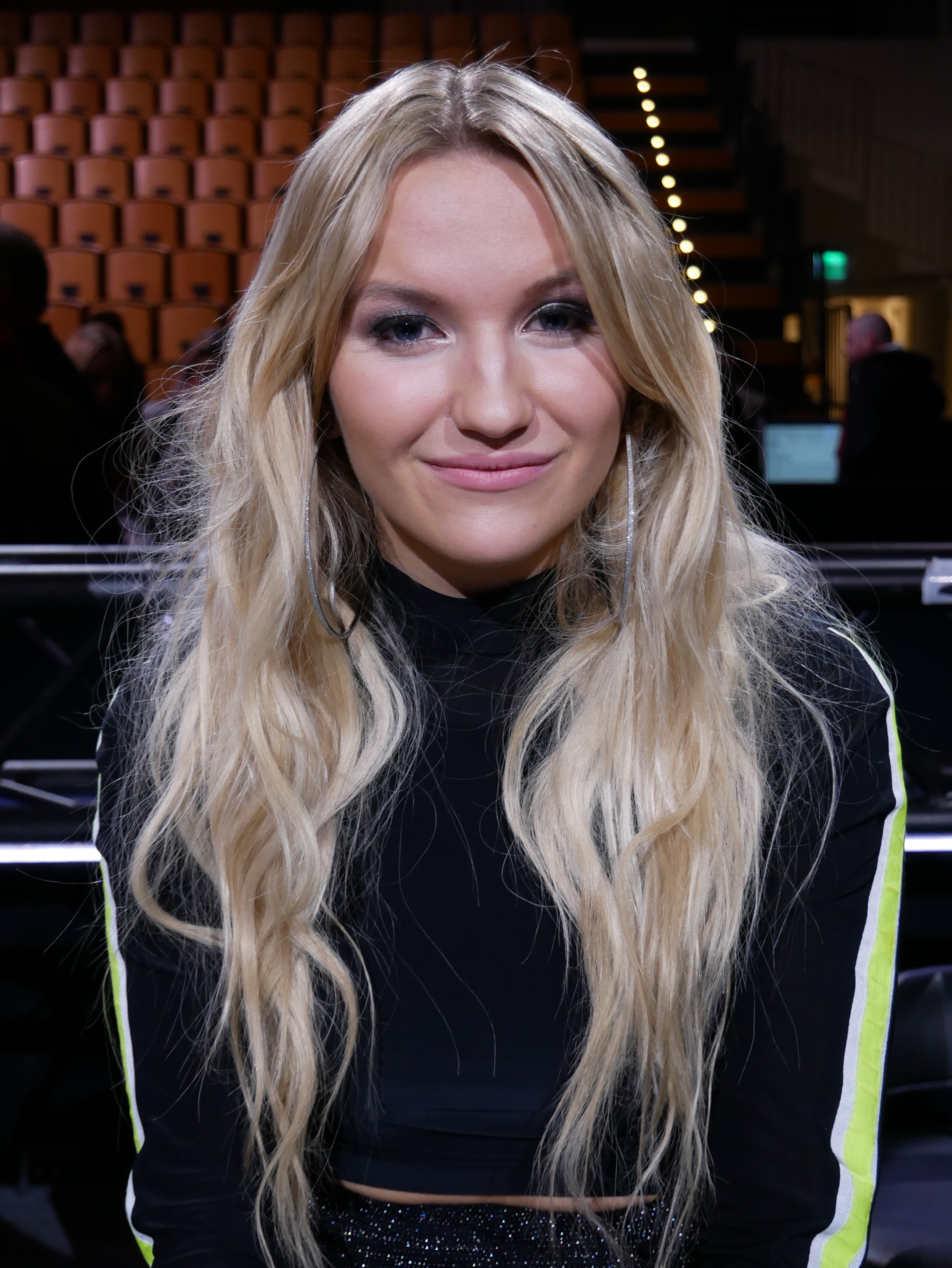
Olivia Eliasson vid Melodifestivalen 2018.

Olivia Margareta Eliasson, född 7 juni 1996, är en svensk artist verksam inom musik. 
Olivia Eliasson upptäcktes efter att hon lagt ut en cover 2013 av låten ”Begging” på Youtube, som tidigare framförts i Melodifestivalen av Anton Ewald,  . Olivia Eliasson och Anton Ewald gjorde en duett av låten ”Human” efter förfrågan då han och hans manager hade sett covern på ”Begging”.
Olivia Eliasson deltog i 2018 års upplaga av Melodifestivalen med bidraget ”Never Learn” i fjärde deltävlingen där hon tog sig till Andra chansen.